# 克拉克斯維爾 (阿肯色州)
克拉克斯維爾（英語：Clarksville）是一個位於美國阿肯色州約翰遜縣的城市。根據2020年美國人口普查，該地人口為9381人，而該地的面積約為48.78平方千米。同時該地也是約翰遜縣的縣治。

## 地理
克拉克斯維爾的座標為35°27′50″N 93°28′38″W / 35.46389°N 93.47722°W，而該地的平均海拔高度為113米（即371英尺）。